# Batalla de Arretium
La batalla de Arretium fue un conflicto militar sucedido en c. 284 a. C. entre la República romana y algunas tribus celtas, principalmente los senones y los boyos. Lucio Cecilio Metelo Denter era el comandante del ejército romano con el título de cónsul (de pretor urbano o de procónsul si la batalla se desarrolló a comienzos de 283 a. C.).
Los galos ganaron la batalla destruyendo a las fuerzas romanas y matando supuestamente a Cecilio y a siete tribunos militares. La victoria celta abrió el camino para restablecer la coalición entre celtas, etruscos y umbros en contra de Roma y dando paso a la invasión celta de 283 a. C. 
Existe mucha confusión en cuanto al año de la batalla y el puesto militar que ocupaba el comandante romano, Cecilio. En general, hay tres versiones de la batalla, la de Polibio, la analista (Floro, Eutropio, Orosio, etc.) y la de Apiano.